# Бронепоезда итальянской армии
Бронепоезда итальянской армии — железнодорожные формирования, боевые машины (бронепоезда) и артиллерия королевской армии Италии использовавшиеся во время Первой и Второй мировых войн.

## Первая Мировая война
В 1915 году итальянская армия использовала на фронте в районе Карсо несколько железнодорожных батарей, вооружённых 152-мм корабельными орудиями, установленными на железнодорожные платформы. Эти батареи находились в распоряжении Главного Штаба Итальянской Королевской армии и базировались в Монфальконе.
Итальянская армия заинтересовалась этим оружием, получив от французской армии несколько 340-мм железнодорожных орудий 340/45. Имея возможность оценить их эффективность в бою, командование итальянской армии заказало фирме «Ансальдо» разработку железнодорожного лафета для орудий большой мощности. Для установки на платформы были выбраны 381-мм орудия 381/40 Mod.14 производства той же фирмы «Ансальдо». Эти пушки первоначально предназначались для линейных кораблей типа «Франческо Караччоло», строительство которых было приостановлено после вступления Италии в Первую Мировую войну. Первое из этих железнодорожных орудий было готово к началу 1917 года.

## Вторая Мировая Война
С 1941 г. по заказу Итальянской Королевской армии было вооружено несколько бронепоездов (Treni Blindati), приспособленных для действий против партизан и диверсантов на железнодорожных линиях оккупированной Югославии. Эти составы получили обозначения от T.B.1 до T.B.10, их локомотивы также были бронированы. Бронеплощадки представляли собой открытые и закрытые двухосные товарные вагоны типов FI и L, бронированные полукустарным способом и вооружённые теми же пушками и пулемётами, которые использовала пехота.
Первые бронепоезда состояли из бронепаровоза, одного броневагона, вооружённого двумя пулемётами «Бреда» Мод. 37 (каждый с расчётом из трёх человек) и ещё одного броневагона с 47-мм пушкой 47/32 Мод. 1935, стрелявшей через погрузочную дверь.
Бронепоезд другого типа, более мощный, состоял из 5 или 6 бронеплощадок. Они также представляли собой двухосные товарные вагоны с одним закрытым бронированным отсеком в центре, снабжённым бойницами (по 5 бойниц на борт) для пехотного оружия. Спереди и сзади от закрытого отсека располагались открытые. В каждом из открытых отсеков располагался пулемёт«Фиат-Ревелли» Мод.14/35 и 45-мм миномёт «Бриксиа» Мод.35. Позже были оборудованы полностью закрытые броневагоны, вооружённые 47-мм пушками 47/32 Мод.1935.
Кроме того, при проезде через наиболее опасные районы на Балканах к обычным поездам добавлялся вагон Железнодорожной милиции (Milizia ferroviaria). Это были обычные закрытые товарные вагоны, выбранные из наиболее прочных в парке подвижного состава компании Ferrovie dello Stato, вооружённые двумя пулемётами SIA Mod.1918.

### Железнодорожная артиллерия
Из железнодорожной артиллерии Итальянская Королевская армия во Второй Мировой войне использовала только трофейные французские железнодорожные орудия. Это были, в частности, 12 железнодорожных транспортёров с пушками 194-мм TAz Mle.1870/93 ALFV, 4 ж.д. транспортёра с пушками 240-мм TAz Mle.1884/17 ALFV, и 2 ж.д. транспортёра с пушками 340-мм TAz Mle.1912 ALFV. Эти орудия использовались итальянцами как береговая артиллерия, но находились в подчинении армейских корпусов, а не береговой обороны флота. Известна лишь одна боевая операция, в которой участвовала железнодорожная артиллерия итальянской армии (194-мм) — это сражение у Монтелунго в декабре 1943, когда итальянские королевские войска уже сражались на стороне союзников.

### Бронедрезина на базе бронеавтомобиля Autoblinda AB40/41
В мае 1942 г. в составе итальянских оккупационных войск на Балканах была сформирована отдельная рота бронеавтомобилей на железнодорожном ходу. Она включала командное отделение (2 бронемашины) и два взвода (по 4 бронемашины в каждом). Всего в роте было 10 бронеавтомобилей АВ40 и АВ41. Основным вооружением АВ40 были три 8-мм пулемёта «Бреда» Мод.38. АВ41 был вооружён 20-мм автоматической пушкой «Бреда» 20/65 Мод.1935 и одним пулемётом «Бреда» Мод.38 в башне и одним пулемётом «Бреда» Мод.38 в кормовой установке.
Эти бронеавтомобили с самого начала проектировались с учётом возможности использования их на железной дороге после установки железнодорожных колес. Колеса с пневматическими шинами на это время крепились по бортам, что позволяло быстро переоборудовать машину для хода как по железной дороге, так и по шоссе. Бронедрезины были оборудованы песочницами, путеочистителями, красными и зелёными фонарями, поворотными фарами-прожекторами и блокировкой рулевого управления. Офицеры и унтер-офицеры роты бронедрезин были набраны из полка железнодорожных сапёров, а остальные члены экипажей и механики — из кавалерийских частей.

### Бронедрезина на базе легкого транспортёра ОМ
В 1942 г. по заказу командования итальянских оккупационных войск в Словении и Далмации было оборудовано 20 бронедрезин ОМ Mod.42 на базе легкого транспортёра ОМ 36. Бронедрезины, вооружённые пулемётами «Бреда» Мод.38 действовали на узкоколейных железных дорогах в составе отдельного отряда из двух взводов, дополняя бронедрезины АВ40/41.

### Самоходный броневагон Libli
В 1942 −1944 годах в связи с участившимися нападениями партизан армии Тито на железнодорожные коммуникации в оккупированной Югославии, фирма «Ансальдо» построила 16 самоходных броневагонов Libli (Littorina Blindata) на базе автомотрисы FS ALn 56 : 8 — М42 (5 — в 1942 году, 3 — в 1943-м) и 8 — М43 (в 1943-1944 годах).
Броневагоны Libli были изготовлены в двух модификациях. В первой версии М42 броневагон был вооружён двумя 47-мм пушками 47/32 в башнях, шестью пулемётами «Бреда» Мод.38, двумя 45-мм миномётами «Бриксиа» Мод. 35 или 81-мм Mortaio da 81 Mod. 35. Во второй модификации М43 миномёты и два пулемёта отсутствовали, вместо них поставлена автоматическая пушка «Бреда» 20/65 и два огнемёта Lanciafiamme Mod.40.

### Немецкий бронепоезд ПВО
В 1940 г. Гитлер подарил Муссолини на день рождения бронепоезд ПВО, состоявший из двух бронеплощадок (Flakwagen) с зенитными орудиями. Эти бронеплощадки представляли собой сильно модифицированные, укреплённые и бронированные пассажирские вагоны. Центральный закрытый отсек каждого вагона был оборудован для поездок и проживания высокопоставленных членов фашистской партии и самого дуче. Спереди и сзади от закрытого пассажирского отсека располагались открытые отсеки с 20-мм счетверёнными зенитными установками 2 cm FlaK 30. Бронепоезд был подарен дуче 24 июля 1940 г., церемонию вручения подарка проводил генерал Максимилиан Риттер фон Поль. Фашистские чиновники не использовали эти бронеплощадки в качестве пассажирских, и бронепоезд был назначен в группу мобильной зенитной артиллерии для усиления ПВО Рима.

### Бронированные воинские поезда
Железнодорожный транспорт был основным средством перевозки войск и военных грузов Итальянской Королевской армии. Воинские поезда состояли из обычного подвижного состава для перевозки людей, животных и грузов, обслуживались перевозки компанией Ferrovie dello Stato. К воинским поездам для перевозки солдат обычно присоединялись вагоны-камбузы FFI или Cz, аналогичные тем, что использовались для обслуживания железнодорожной артиллерии итальянского флота.
Однако, из-за повышенной опасности нападений партизан в оккупированной Югославии, по требованию командования итальянской 2-й армии несколько товарных вагонов типа DPz 1913 и типа DI 1929 были бронированы для защиты от огня стрелкового оружия.